# Xysticus canariensis
Xysticus canariensis là một loài nhện trong họ Thomisidae.
Loài này thuộc chi Xysticus. Xysticus canariensis được Jörg Wunderlich miêu tả năm 1987.